# Giovo

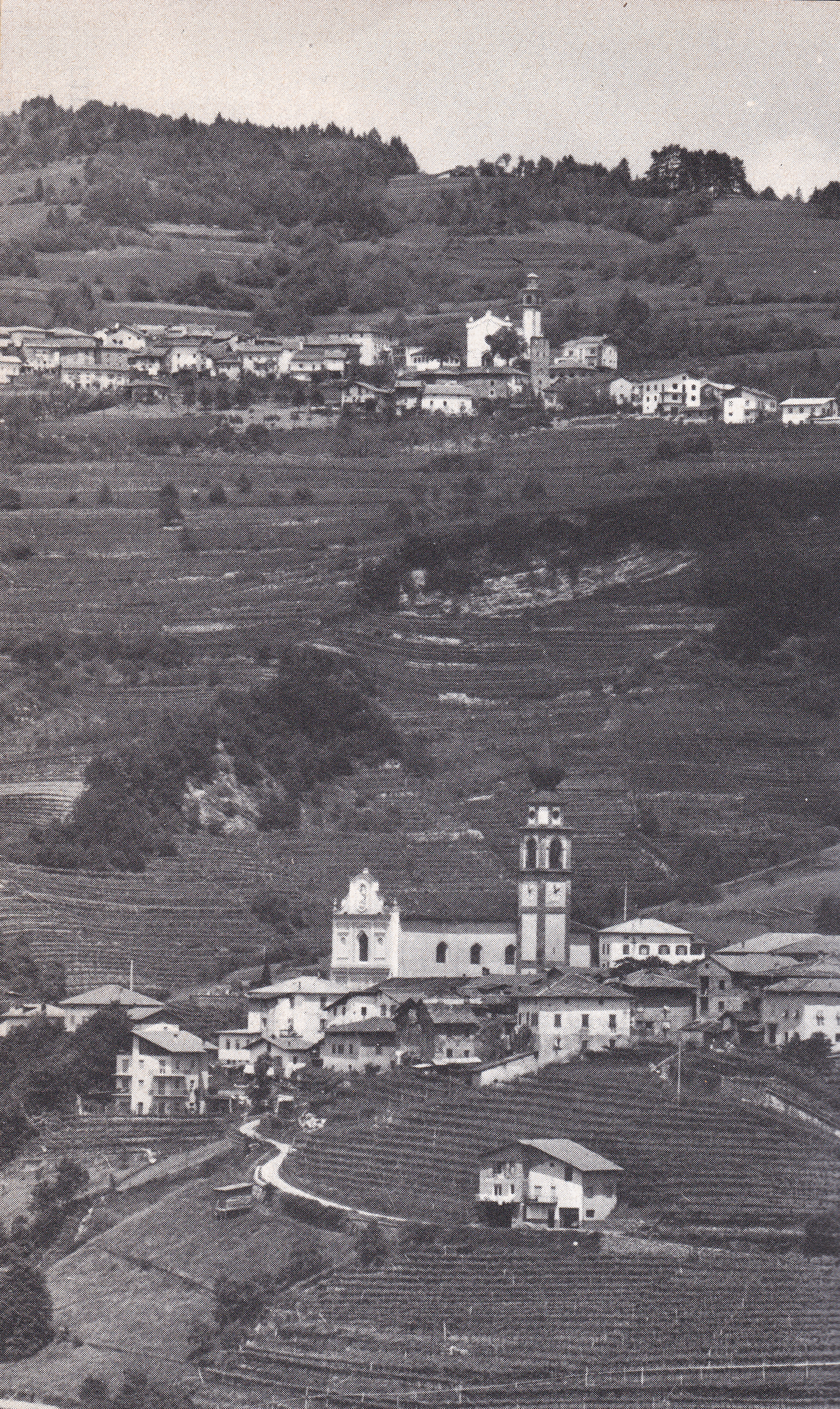
Verla di Giovo nel 1975

Giovo (Gióf in dialetto trentino) è un comune italiano sparso di 2 506 abitanti della provincia autonoma di Trento in Trentino-Alto Adige. Sede municipale è la frazione di Verla.

## Origini del nome
Il toponimo deriva dal latino iugum, nel senso di iugum montis, "passo", "valico".

## Storia
La chiesa pievana dell'Assunta di Giovo è nominata per la prima volta in un documento del 1145, quale bene posto sotto il patronato della Prepositura dei Canonici regolari di Sant'Agostino in San Michele all'Adige. Il primo accenno alla comunità di Giovo (Comunitas de Zovo) nel senso di amministrazione civile è del 1211, mentre nei documenti successivi è ben attestata la presenza di un'assemblea di Regola del comune. Per tutto il periodo medievale e fino alla soppressione napoleonica il territorio di Giovo (Comitatus Zovi et Faedi), comprendente l'area attuale di Giovo, Faedo, Lavis e l'area di San Michele sulla sinistra dell'Adige, continuò ad essere un feudo di proprietà del Principato Vescovile di Trento. Delle numerose investiture relative a questo strategico possedimento terriero beneficiarono dapprima gli Appiano.
Sede giurisdizionale fu l'antico castello di Monreale (o di Königsberg) a San Michele di cui si ha testimonianza già nel 1243. Verso il 1276 il castello e la giurisdizione passarono ai Conti del Tirolo che ne ebbero il controllo fino al 1407, anno in cui subentrarono i Thun. Nel 1648 tennero il governo della giurisdizione gli Zenobio di Venezia e da ultimo gli Zenobio-Albrizzi che vi rinunciarono nel 1834. La contea di Giovo e Faedo rappresentò in passato un asse viario di grande importanza. Ad Iugum era detto appunto il passaggio che da Salorno saliva al Sauch, e attraverso il territorio di Faedo, scendeva a Vesin (oggi Ville), aggirando a monte, in sinistra Adige, la piana spesso allagata compresa tra la Chiusa di Salorno e San Michele.
A Vesin è ancora visibile la torre di guardia edificata nel XV secolo con evidente funzione di presidio. La costruzione era parte integrante di un complesso di case con torri detto Castel Giovo o Castello della Rosa, sede di famiglie di notai e notabili che sin dal XII secolo rivestirono il ruolo di gastaldi e vicari di Königsberg. Castel Giovo non fu mai tuttavia sede giurisdizionale ed amministrativa. La comunità di Giovo appare già dal principio come un'entità territoriale frazionata in almeno quattro quartieri (colomelli): Verla-Mosana, Valternigo-Ceola, Ville, Palù. A capo del comune v'era sin dal 1529 un regolano coadiuvato da sindaci (sorta di capi frazione), da un segretario e da un saltario.

### Simboli
Lo stemma è uno scudo troncato: nel primo di argento, al pellicano al naturale con la sua pietà; nel secondo partito di verde e di rosso.
Il gonfalone è un drappo partito di rosso e di verde.

## Monumenti e luoghi d'interesse

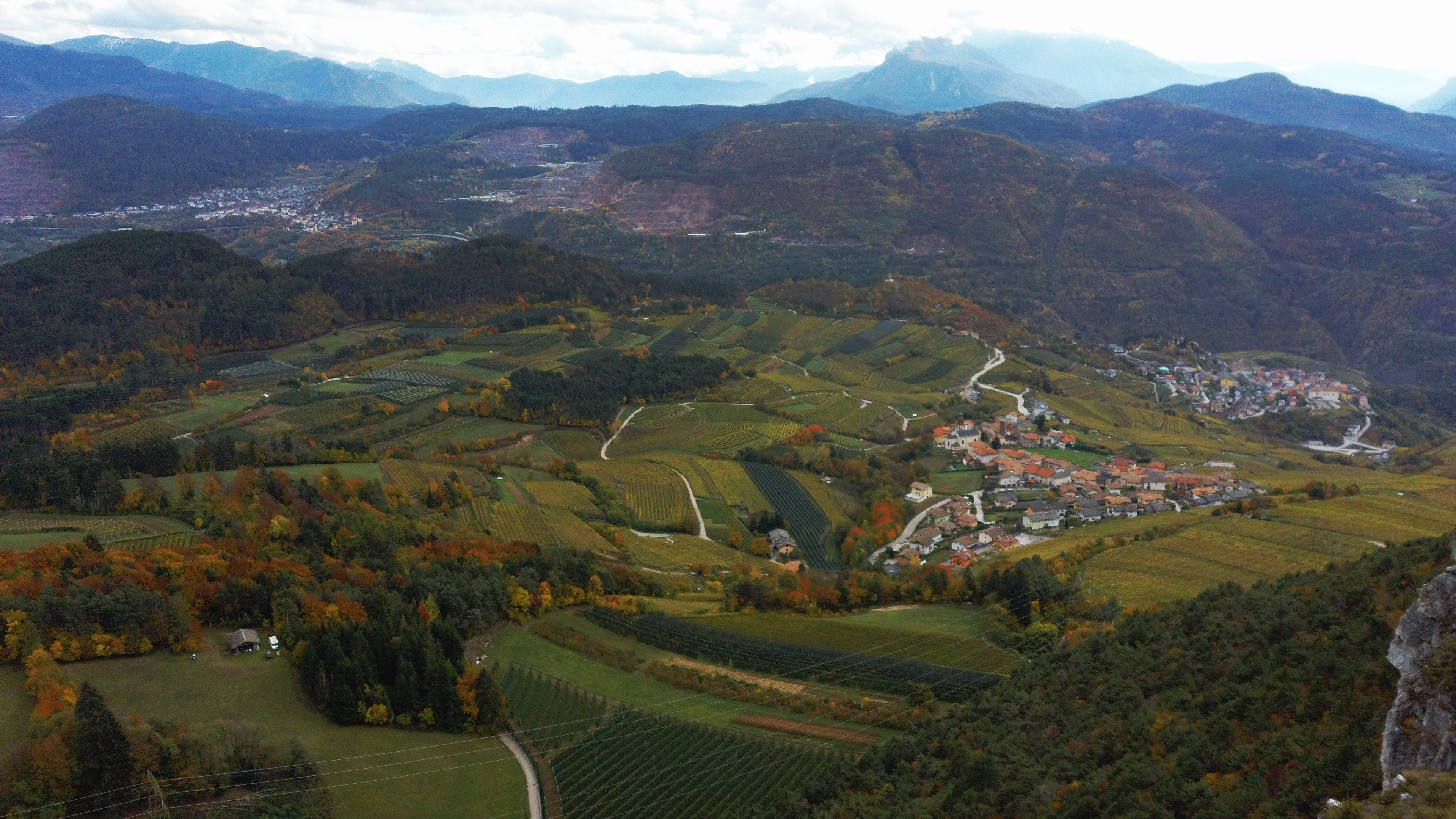
Vista delle frazioni di Ville e Verla dal monte Corona

### Architetture religiose

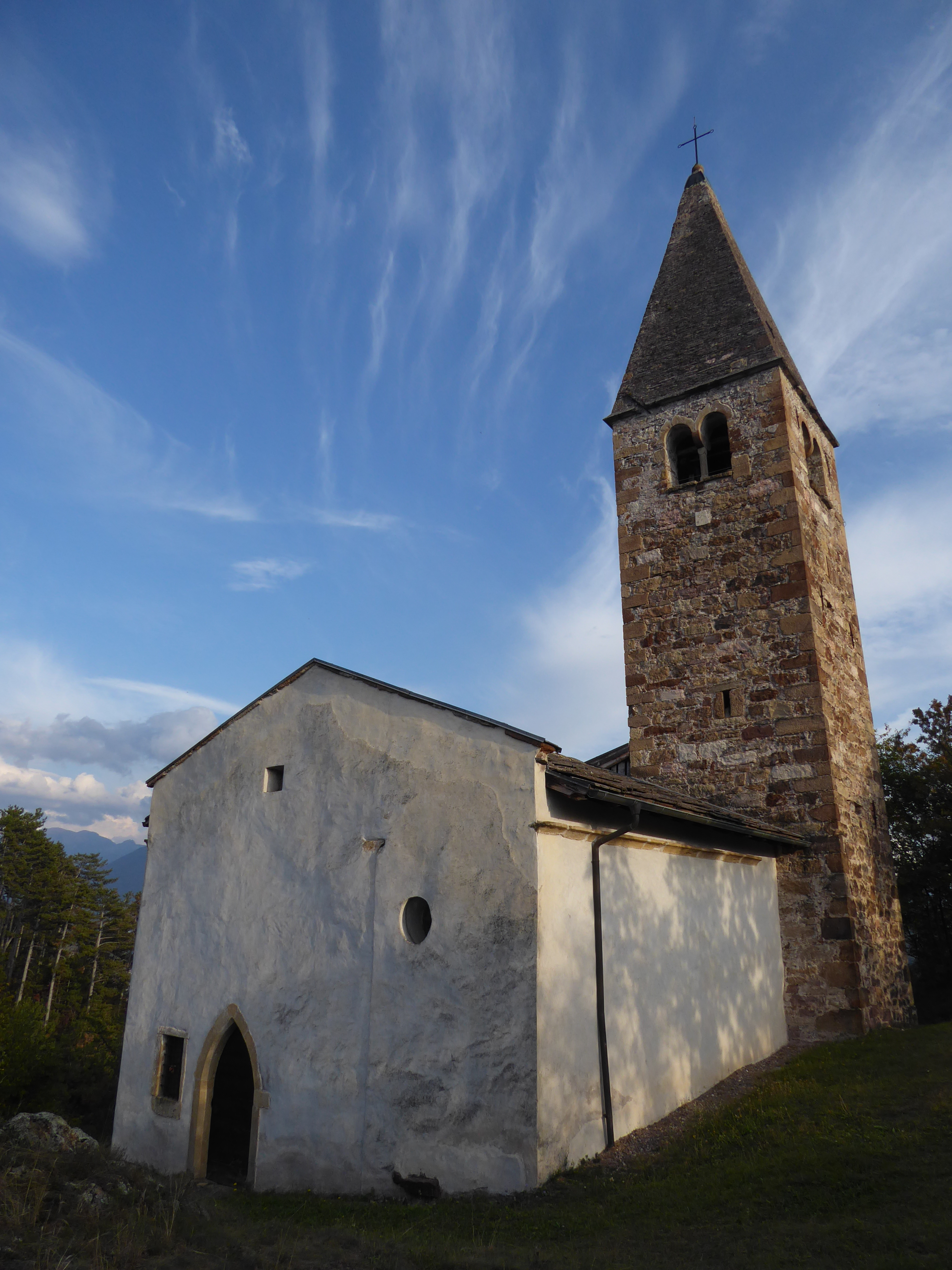
L'antica chiesa di San Floriano vicino alla frazione di Valternigo

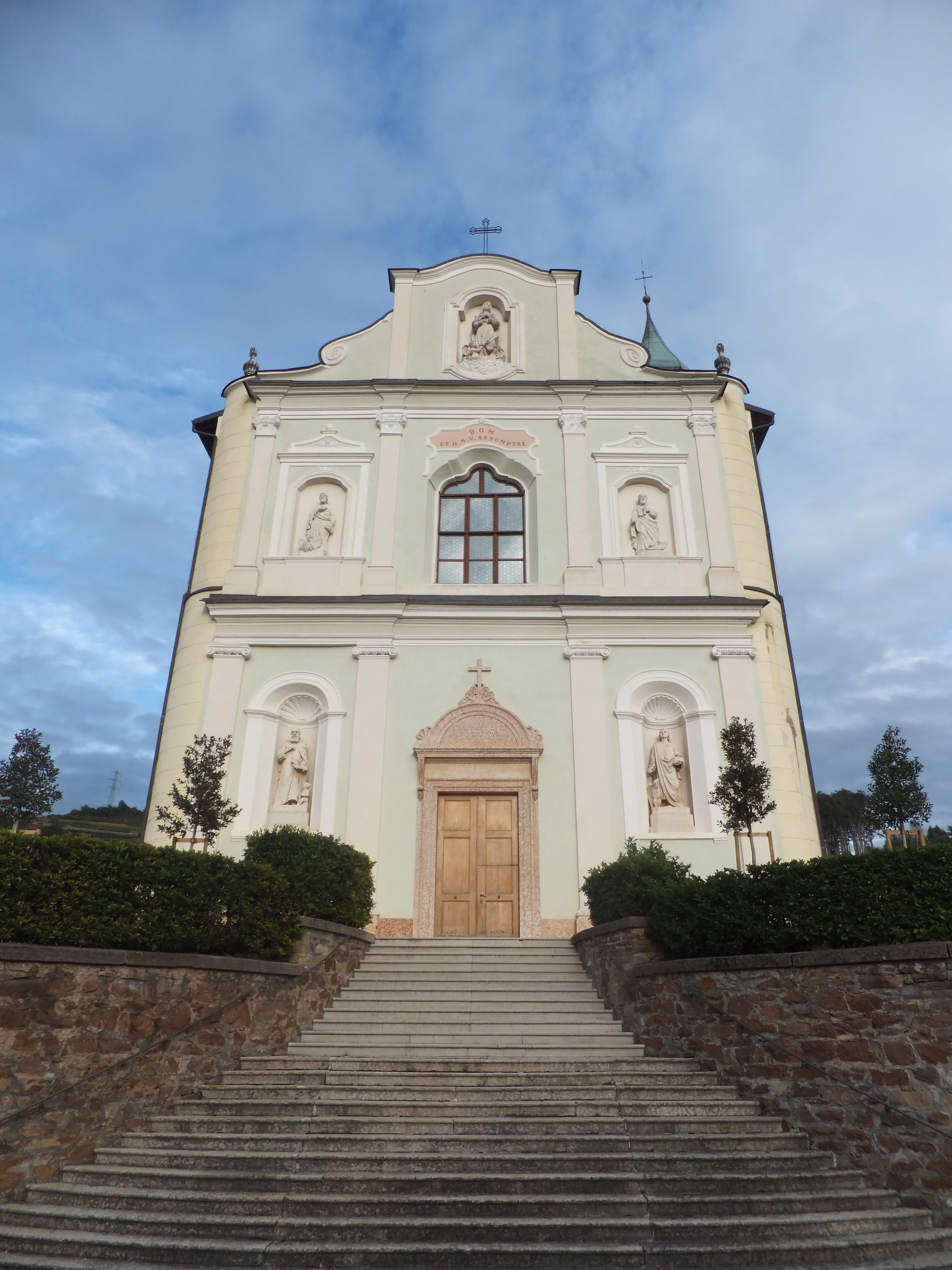
La chiesa di Santa Maria Assunta di Verla

- Chiesa di Santa Maria Assunta a Verla di Giovo, sede della pieve di Giovo, è stata edificata negli anni dal 1766 al 1774, su progetto dell'architetto comasco Caminada. In stile tardobarocco, presenta una facciata dalle forme solenni, ritmata da lesene e cornici in stucco. Sul fianco meridionale si eleva il campanile, pure settecentesco, alto 50 metri e sovrastato da una caratteristica cupola a pera. La preziosa decorazione in stucchi policromi esalta all'interno l'ariosità dell'aula a navata unica. L'altare maggiore è opera di Domenico Sartori come le statue di Sant'Antonio abate e San Sebastiano collocate sullo stesso altare.[10] La cantoria ospita un prezioso organo, realizzato verso il 1754 da Ignaz Franz Wörle per il Santuario di Pietralba ed acquistato dalla pieve verso il 1788.
- Chiesa della Madonna dell'Aiuto, o di Sant'Antonio, a Verla di Giovo, fondata verso il 1724 come cappella pubblica per il paese di Verla, dedicata in origine alla Madonna dell'Aiuto. La dedica a Sant'Antonio è nominata per la prima volta nel 1775. Al centro dell'altare maggiore la pala raffigura la Madonna Ausiliatrice con ai lati, in basso, i santi Antonio abate e Francesco di Paola. Un pregevole altare laterale è posto nella nicchia di sinistra. La pala è opera di Don Martino Gabrielli (1681-1747).
- Chiesa di San Giorgio, già ricordata come luogo di romitaggio nel 1369. Ricostruito nel V secolo, l'edificio era meta il mese di maggio di processioni provenienti da Cembra, Segonzano e Meano per invocare la protezione sui campi da gelate, brinate e rughe. L'abside poligonale conserva due finestre gotiche in arenaria, mentre sulla parete meridionale sono visibili tracce di una grande Ultima cena affrescata. Giambattista Ghezzi di Faedo fu l'ultimo eremita di San Giorgio. Il romitorio fu soppresso dalla legge emanata da Giuseppe II nel 1782. È la chiesa più antica del comune.
- Chiesa di San Floriano, sorge in posizione panoramica sull'omonimo dosso di Valternigo di Giovo, già da tempo immemorabile castelliere preistorico. Dell'antichità di questo edificio, forse la prima chiesa della valle di Cembra e della pieve di Giovo, è testimonianza inequivocabile la leggenda che ne ricollega la fondazione all'opera evangelizzatrice di san Vigilio. La costruzione, in stile gotico, sorge su fondamenta medievali in parte ancora affrescate. Il campanile dalle caratteristiche bifore romaniche è sormontato da una cuspide piramidale di pietra. La cella campanaria alloggia una campana funzionante dal 1664. La forte asimmetria della facciata a capanna è determinata, oltre che dall'inclinazione del terreno, dall'apertura decentrata del portale gotico in pietra arenaria con la finestrella sul lato sinistro. Dei contrafforti massicci in muratura movimentano le pareti laterali esterne. La chiesa è dedicata a San Floriano, protettore contro gli incendi e alluvioni, la cui memoria è il 4 maggio e la messa viene celebrata la prima domenica di maggio.
- Chiesa di San Valentino nella frazione di Palù di Giovo.
- Chiesa di San Rocco nella frazione di Ceola.
- Chiesa di San Nicolò nella frazione di Ville.
- Chiesa di San Romedio nella frazione di Valternigo
- Chiesa dell'Addolorata nella frazione di Mosana
- Cappella di San Valentino presso l'omonimo maso sulla strada per Faedo
- Chiesa dell'Ausiliatrice nella frazione di Masen

### Architetture militari
- Castel Giovo a Ville di Giovo, anche chiamato castello della Rosa per lo stemma raffigurante una rosa incastonata un tempo nelle murature dell'attuale torre. Sede dei signori di Giovo, vassalli degli Appiano, non fu mai sede giurisdizionale. Passò in seguito ai conti del Tirolo, ai Moremberg di Sardonico e ai baroni a Prato.

### Architetture civili
- Roccolo Mosaner. Il Roccolo Mosaner è da annoverarsi tra le più significative testimonianze d'arte naturale. Si tratta di un complesso vegetale costituito da faggi ed abeti rossi potati in modo da creare una galleria circolare a portico. La struttura, nei pressi del Sauch, serviva in passato per la cattura degli uccelli. Dopo che un gran numero di volatili si era posizionato sullo spazio centrale, attirato da pasture e da uccelli di richiamo, dal casotto venivano agitati gli spauracchi. La fuga in senso orizzontale degli uccelli li portava in tal modo dritti verso una rete tesa all'interno della galleria, lunga oltre 60 metri. La cattura con le reti fu proibita nel 1968.
- Serra di San Giorgio: grande briglia idraulica posta sul corso del torrente Avisio a valle di Mosana.

### Aree naturali
Tre le escursioni più suggestive merita particolare attenzione il Sentiero Naturalistico del Mancabrot e del Lac de Montesel, con partenza ed arrivo a Valternigo. Per gli amanti della mountain bike un impervio percorso ad anello si snoda lungo il dossone del Monte Corona. Campioni come Francesco Moser e Gilberto Simoni si cimentano da sempre con questo circuito. Da Masen, attraverso i Canopi, si sale alla Maderlina e di qui al Lago Santo di Cembra, con possibile deviazione al Sauch. Una fitta rete di sentieri e strade di campagna conduce alla scoperta di antichi masi e di chiesette solitarie di rara bellezza, da una di queste, San Floriano si gode, infatti, il più bel panorama sulla bassa Valle di Cembra.

## Società

### Evoluzione demografica
Abitanti censiti

### Tradizioni e folclore
L'ultimo weekend di settembre si celebra a Verla di Giovo la Festa dell'Uva, tradizionale appuntamento autunnale con la vendemmia che, dopo venerdì e sabato con stand enogastronomici, mostre di pittura e scultura, convegni e festa serale in tutto il paese, termina domenica con la suggestiva sfilata di carri allegorici per le vie del centro storico del paese e continua per tutto il pomeriggio, fino alla premiazione finale in serata.
Inoltre Giovo è appuntamento estivo di Sagre di paese come 'L Sagron de la terza de lui a Verla e La Madonna de la quarta de lui con processione della Madonna del Carmine a Palù, (rispettivamente il terzo e il quarto weekend di luglio).
Poi a Valternigo memoria di San Romedio la domenica vicina al 15 gennaio e San Floriano tendenzialmente la prima domenica di maggio, San Giorgio presso la Chiesetta omonima poco fuori Mosana il 23 aprile, a Ceola la Festa Mariana per la fine del mese di maggio con processione l'ultima domenica, la Festa della Madonna Addolorata la 3ª domenica di settembre a Ville, e ancora i molti concerti bandistici della Banda Piccola Primavera e della Bandina (15 agosto), assieme ai concerti corali, gli spettacoli teatrali e molte altre attività che scandiscono annualmente il calendario tradizionale delle genti di Giovo, coinvolgendo persone di tutte le età.

## Geografia antropica

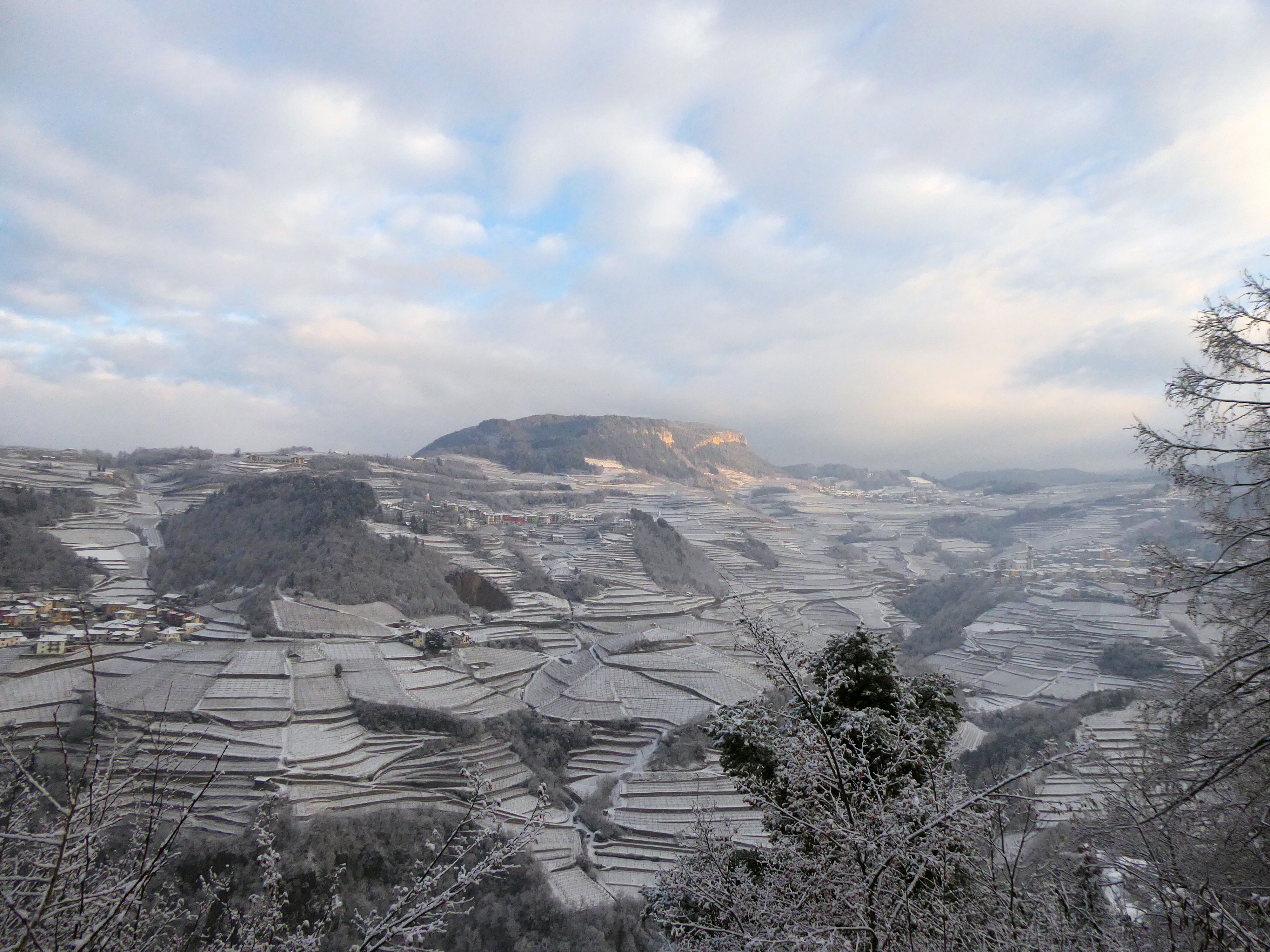
Vista invernale del territorio comunale con varie frazioni

Il comune è diviso in frazioni: Verla, Ceola, Masen, Mosana, Palù, Serci, Valternigo e Ville.

## Economia
La conca di Giovo è una suggestiva teoria di campi terrazzati intensamente coltivata a vigneto. Si producono vini di ottima qualità; tra i vitigni per bianchi il Müller-Thurgau, il Nosiola, lo Chardonnay, il Sauvignon e, più recentemente, il Traminer, tra i rossi il Pinot Nero, la Schiava, il Rupinio. Modeste le superfici coltivate a melo o interessate da impianti di piccoli frutti. L'artigianato è presente con aziende attive nel settore della lavorazione e della messa in posa del porfido. Cantine vitivinicole private sono presenti a Palù e a Verla. Sviluppato pure il settore dell'edilizia. Il settore turistico è in forte sviluppo e connesso con l'attività agricola. Aziende agrituristiche ed alberghiere per il soggiorno sia estivo che invernale propongono vacanze all'insegna dell'enogastronomia e del pieno benessere. Nelle frazioni di Ceola e Mosana vi sono attive estrazioni di porfido.

## Amministrazione
| Periodo        | Periodo        | Primo cittadino       | Partito      | Carica  | Note |
| -------------- | -------------- | --------------------- | ------------ | ------- | ---- |
| 9 maggio 2005  | 15 maggio 2010 | Riccardo Brugnara     | Lista civica | Sindaco |      |
| 16 maggio 2010 | 10 maggio 2015 | Massimiliano Brugnara | Lista civica | Sindaco |      |
| 10 maggio 2015 | 4 maggio 2025  | Vittorio Stonfer      | Lista civica | Sindaco |      |
| 5 maggio 2025  | in carica      | Riccardo Dalvit       | Lista civica | Sindaco |      |